# 乐东藤属
乐东藤属（学名：Chunechites）是夹竹桃科下的一个属，为藤状灌木植物。该属仅有乐东藤（Chunechites xylinabariopsoides）一种，分布于中国海南和浙江。
其属加词中的“chu”为植物学家陈焕镛。
现接受名为水壶藤属（Urceola Roxb., 1799）。